# Michel-Gabriel Paccard
Michel-Gabriel Paccard (Reino de Cerdeña, 21 de febrero de 1757 ‑ Alta Saboya, 21 de marzo de 1827) fue un médico y alpinista saboyano, ciudadano del Reino de Cerdeña.

## Biografía
Nacido en Chamonix, estudió medicina en Turín (norte de Italia). A raíz de su pasión por la botánica y la mineralogía, conoció a Horace-Bénédict de Saussure, quién inició la carrera para ser el primero en coronar el Mont Blanc.

En cuanto que Saussure es un devoto de las ciencias naturales, tiene un sueño: llevar un barómetro a la cumbre del Mont Blanc y hacer una lectura. [Es] un alpinista excelente, ya lo ha intentado varias veces.
Gaston Rébuffat

Paccard hizo un primer ataque a la cima en 1783, con Marc Theodore Bourrit. En 1784 hizo varios intentos junto a Pierre Balmat. Finalmente, fue el primero en coronar el Mont Blanc con Jacques Balmat el 8 de agosto de 1786, marcando un gran hito en la historia del alpinismo.

La ascensión por sí misma ya era un hecho magnífico; una fantástica gesta de valor y resistencia sostenida llevada a cabo por estos dos hombres en solitario, sin cuerdas ni piolets, cargados de instrumentos científicos y sirviéndose de largos bastones con puntas de hierro. El tiempo afortunado y una solitaria luna en el cielo aseguraron que volvieran vivos.
C. Douglas Milner

Después de la gesta, Paccard se casó con la hermana de Jacques Balmat, y se convirtió en juez de paz.
La ciudad de Chamonix, donde falleció en 1827, alberga una estatua en su honor.